# Rampura (Madhya Pradesh)
Rampura és una ciutat i nagar panchayat al districte de Nimuch (o Neemuch) a Madhya Pradesh aituada a 24° 28′ N, 75° 26′ E / 24.47°N,75.43°E. Consta al cens del 2001 amb una població de 17.761.

## Història
Vegeu Rampura-Bhanpura
Fundada pel cap bhil Rama, el 1567 fou conquerida pel general mogol Asaf Khan i declarada capital del sarkar de Chitor de la subah d'Ajmer. Fou residència dels thakurs Chandrawat fins al 1729 quan van rebre un petit jagir proper que van conservar fins al 1954. Del 1729 al 1757 va ser domini de Jaipur i després del 1757 fins al 1948 d'Indore.